# Oryzomys dimidiatus
Oryzomys dimidiatus es una especie de roedor miomorfo de la familia Cricetidae.

## Distribución geográfica
Se encuentra sólo en Nicaragua.